# Eparchia di Giza
L'eparchia di Giza (in latino: Eparchia Gizensis) è una sede della Chiesa cattolica copta suffraganea del patriarcato di Alessandria dei Copti. Nel 2021 contava 6.131 battezzati. È retta dall'eparca Toma Adly Zaki.

## Territorio
L'eparchia comprende la città di Giza, dove si trova la cattedrale di San Giorgio.
Il territorio è suddiviso in 12 parrocchie.

## Storia
L'eparchia è stata eretta dal sinodo dei vescovi della Chiesa cattolica copta il 29 settembre 2002, ricavandone il territorio dall'eparchia di Alessandria. Papa Giovanni Paolo II ha dato il suo assenso a questa erezione il 21 marzo 2003.

## Cronotassi dei vescovi
Si omettono i periodi di sede vacante non superiori ai 2 anni o non storicamente accertati.
- Andraos Salama † (21 marzo 2003 - 6 dicembre 2005 deceduto)
- Antonios Aziz Mina (27 dicembre 2005 - 23 gennaio 2017 dimesso)
  - Sede vacante (2017-2019)[2]
- Toma Adly Zaki, dal 25 marzo 2019[3]

## Statistiche
L'eparchia nel 2021 contava 6.131 battezzati.
| anno | popolazione | popolazione | popolazione | presbiteri | presbiteri | presbiteri | presbiteri                | diaconi | religiosi | religiosi | parrocchie |
| anno | battezzati  | totale      | %           | numero     | secolari   | regolari   | battezzati per presbitero | diaconi | uomini    | donne     | parrocchie |
| ---- | ----------- | ----------- | ----------- | ---------- | ---------- | ---------- | ------------------------- | ------- | --------- | --------- | ---------- |
| 2006 | 4.990       | ?           | ?           | 8          | 7          | 1          | 623                       |         | 1         |           | 7          |
| 2009 | 5.945       | ?           | ?           | 12         | 9          | 3          | 495                       |         | 14        | 40        | 8          |
| 2013 | 5.460       | ?           | ?           | 12         | 9          | 3          | 455                       |         | 14        | 44        | 9          |
| 2016 | 5.987       | ?           | ?           | 13         | 12         | 1          | 460                       |         | 10        | 46        | 10         |
| 2019 | 6.098       | ?           | ?           | 20         | 14         | 6          | 304                       |         | 15        | 28        | 12         |
| 2021 | 6.131       | ?           | ?           | 20         | 14         | 6          | 306                       |         | 33        | 34        | 12         |